# Das Loch (1960)
Das Loch (Originaltitel Le Trou) ist ein französischer Spielfilm von Jacques Becker, sein letzter, aus dem Jahr 1960 nach einer Geschichte von José Giovanni. Der in Schwarzweiß gedrehte Film mit Michel Constantin, Philippe Leroy und Philippe Meunier erzählt die wahre Geschichte von vier Ausbrechern aus dem Pariser Gefängnis La Santé 1947.

## Handlung
Vier Insassen einer Zelle des Pariser Gefängnisses La Santé, Manu Borelli, Georges Cassine, Roland Darbant und Maurice Willman, haben langjährige Haftstrafen abzusitzen. Als der junge Claude Gaspard als fünfter Gefangener in die Zelle verlegt wird (seine Frau bezichtigt ihn des Mordversuchs), weihen die anderen Vier ihn nach einigem Zögern in den Ausbruchsplan ein. Dennoch scheint der sympathische Gaspard, der aus einem gutsituierten Umfeld stammt, nie vollständig in die Gruppe integriert zu sein. In den folgenden Wochen brechen die Gefangenen unter Führung von Darbant durch den Zellenboden in den Keller der Anstalt, um von dort aus durch einen Tunnel den Zugang zur Pariser Kanalisation freizugraben. Der Gefängnisgang vor der Zelle wird während der schweren Arbeit, bei der sich die fünf abwechseln, mit einem zu einer Art Periskop umgebauten Spiegel überwacht, um vor Überraschungen durch Wärter gesichert zu sein. Zur Anpassung an die turnusgemäßen Kontrollgänge der Wärter basteln sie eine Sanduhr. Am Morgen, als der Durchbruch in die Kanalisation gelungen ist, halten Borelli und Gaspard bereits von einem hunderte Meter vom Gefängnis entfernten Gullydeckel Ausschau. Hierbei überlegt Gaspard in ein vorbeifahrendes Taxi einzusteigen und mit seinem Kumpel oder alleine zu fliehen, entscheidet sich aber dagegen. Abends will die Gruppe ausbrechen. Doch da wird Claude Gaspard zum Direktor des Gefängnisses gerufen; die Klage gegen ihn werde bald fallen gelassen. Über zwei Stunden dauert das Gespräch, dann wird er wieder in seine Zelle gelassen. Das Misstrauen seiner Mitgefangenen ist bei Gaspards Rückkehr zu spüren, gleichzeitig herrscht aber eine optimistische Stimmung, da die Freiheit naht. Als am Abend die verkleidete Bodenluke geöffnet wird, die zum Fluchttunnel führt, bemerkt der Türspäher, dass der ganze Gang vor der Zelle plötzlich mit Wärtern angefüllt ist: Der Ausbruchsplan wurde aufgedeckt. Die Zellengenossen verdächtigen nun Gaspard als Verräter und stürzen sich wutentbrannt auf ihn; die Wärter können die Männer losreißen, sie werden ohne Kleidung an die Wand des Zellentrakts gestellt. Gaspard wird nicht entkleidet, weniger hart behandelt und in die Arrestzelle geführt. Darbant, auf den der Ausbruchsplan zurückging, schaut ihn nachdenklich an und meint nur: „Armer Gaspard“. Ob der Ausbruchsplan auf Grund des Gesprächs zwischen dem Gefängnisdirektor und Gaspard, dessen Entlassung mit Sicherheit durch die Flucht seiner Mitgefangenen gefährdet gewesen wäre, vereitelt wurde oder in anderer Weise aufgedeckt wurde, bleibt am Ende des Filmes offen.

## Drehbuch und Inszenierung
Becker verfilmte den Roman José Giovannis, der als Gefängnisinsasse selbst an dem Ausbruch beteiligt war. José Giovannis kam selbst später frühzeitig frei. Jean Keraudy, Mithäftling Giovannis, spielte als Roland dieselbe Rolle wie bei seinem realen Gefängnisausbruch. Giovanni und Becker erarbeiteten gemeinsam das Drehbuch, und Becker besetzte weitere Rollen, außer der des Roland, mit Laiendarstellern.
Der Film ist reduktionistisch streng als klaustrophobisches Kammerspiel inszeniert. Einzelne Einstellungen des Films dauern ohne Schnitt rund vier Minuten, wodurch es Becker gelingt, die Spannung, unter der die Häftlinge stehen, auf den Zuschauer zu übertragen.
Es gibt keinen Vorspann und über zwei Stunden bis zum Abspann keine Musik.

## Rezeption
Der Film war zuerst ein Misserfolg und wurde erst nach und nach als Meisterwerk erkannt. Gezeigt 1960 in Cannes, wurde er zwar für die Goldene Palme nominiert, erhielt aber keine Auszeichnung. Inzwischen erfasst der US-amerikanische Aggregator Rotten Tomatoes 95 % Besprechungen und ordnet den Film dementsprechend als „Frisch“ ein.